# Collection Gonzague

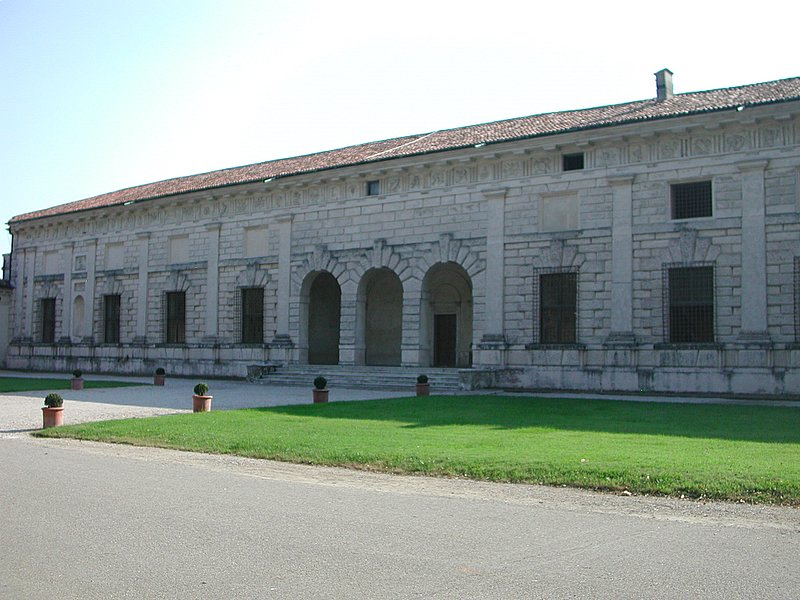
Mantoue, Palazzo Te

La Collection Gonzague ou Galerie Céleste ((it)Celeste Galeria) est une ancienne collection d'œuvres d'art commandées et acquises par la Maison de Gonzague à Mantoue entre le XVe siècle et le XVIIe siècle, en Italie, et exposées à différents endroits, dont le Palais ducal de Mantoue, le Palais du Te, le Palazzo San Sebastiano et d'autres bâtiments.
Inspirés par les cabinets de curiosités que l'on retrouvait chez les princes de Bavière, en particulier chez Isabella d'Este et son studiolo privé, les Gonzague, acteurs clefs de la Renaissance italienne, lancent leur propre collection. Par leur patronage d'artistes, comme par exemple dès 1460, avec Andrea Mantegna invité par le marquis Louis III, les souverains donnent ainsi l'exemple à d'autres juridictions européennes tout en accroissant la renommée de Mantoue, un État relativement petit.
La collection atteint son apogée sous Vincenzo I Gonzaga et son fils Ferdinando avant que le déclin de la famille ne décime la collection, comme à la suite des négociations à partir de 1625 avec Charles Ier d'Angleterre, par le biais du marchand d'art flamand Daniel Nijs, . En 1627, la majorité de la collection est envoyée à Londres afin de garantir sa conservation et avant de subir le sort d'autres œuvres d'art qui se trouvaient encore à Mantoue lors du pillage de la ville au cours de la guerre de Succession de Mantoue en 1630.
Les œuvres de la collection sont désormais réparties entre musées et collections privées à travers le monde. Outre des peintures, la collection comprend également des travaux décoratifs en or et en pierres précieuses telles que le Camée des Gonzague ainsi que des spécimens d'histoire naturelle.

## Liste des œuvres

### A
Anonyme

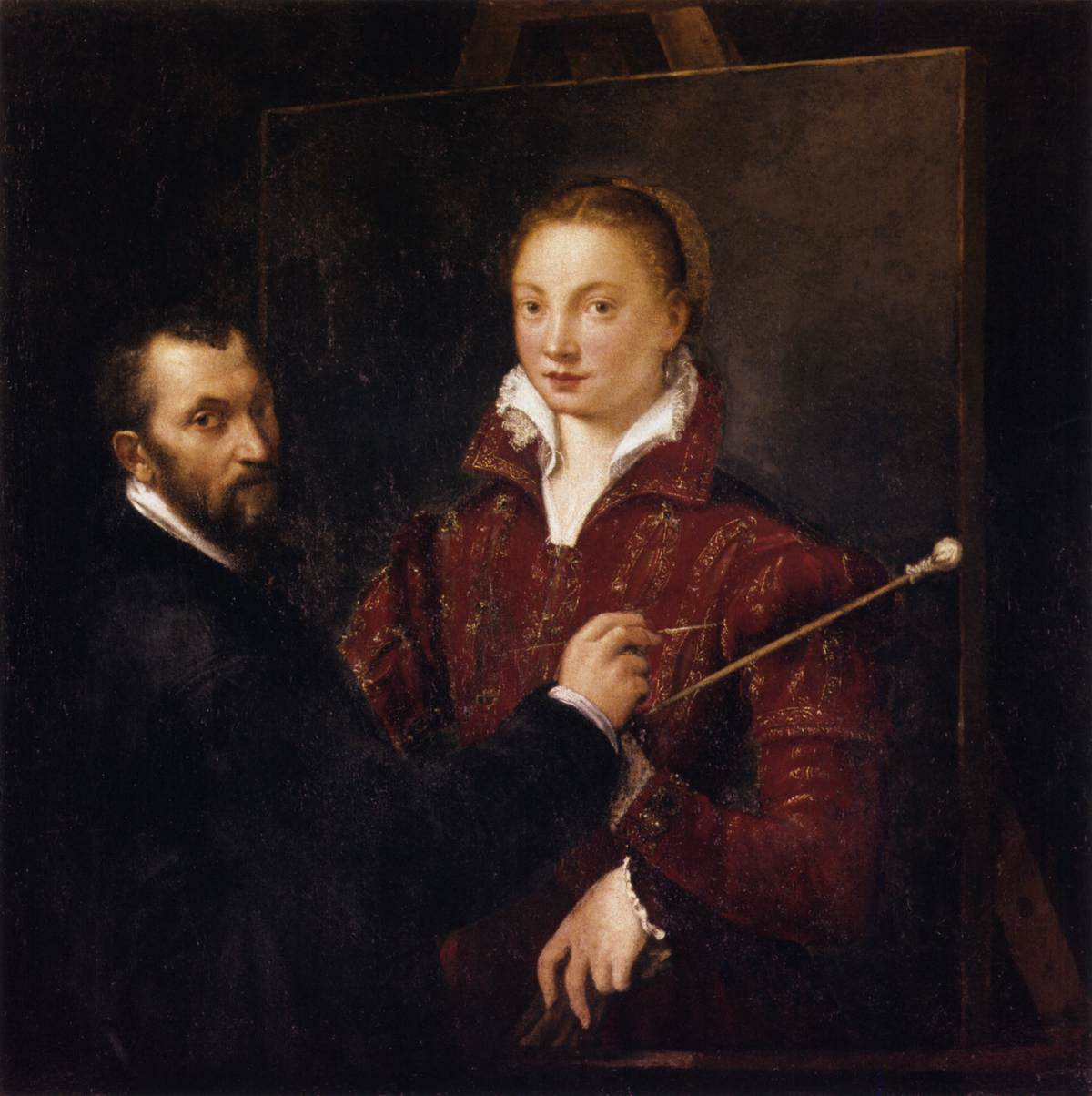
Sofonisba Anguissola, Bernardino Campi peignant Sofonisba Anguissola

- Camée des Gonzague, musée de l'Ermitage
- Vénus de Lely, marbre antique, British Museum

Artistes variés
- Tapisseries Gonzague

Cristofano Allori
- Judith avec la tête d'Holopherne, 1613, huile sur toile, 120 × 100, Royal Collection

Sofonisba Anguissola
- Bernardino Campi peignant un portrait de Sofonisba Angiussola, vers 1556, huile sur toile, 111 × 109,5, Sienne, Pinacothèque nationale
- Autoportrait au chevalet (?), Łańcut, Château de Łańcut

### B
Giovanni Baglione
- Allégorie de la justice et de la paix, huile sur toile, 255,3 × 227, Royal Collection
- Apollo, huile sur toile, 195 × 150, Arras, Musée des Beaux-Arts
- Calliope, huile sur toile, 195 × 150, Arras, Musée des Beaux-Arts
- Clio, huile sur toile, 195 × 150, Arras, Musée des Beaux-Arts
- Erato, huile sur toile, 195 × 150, Arras, Musée des Beaux-Arts
- Euterpe, huile sur toile, 195 × 15, Arras, Musée des Beaux-Arts
- Polymnie, huile sur toile, 195 × 150, Arras, Musée des Beaux-Arts
- Terpsichore, huile sur toile, 195 × 150, Arras, Musée des Beaux-Arts
- Thalia, huile sur toile, 195 × 150, Arras, Musée des Beaux-Arts
- Urania, huile sur toile, 195 × 150, Arras, Musée des Beaux-Arts

Jacopo Bassano
- Christ dans la maison de Marthe, Marie et Lazare, huile sur toile, 98 × 126,5, Houston, Sarah Campbell Blaffer Gallery

Pieter Bruegel le Jeune
- Festin de noces, huile sur panneau, 89 × 112, Dublin, Galerie nationale d'Irlande

### C
Annibale Carracci

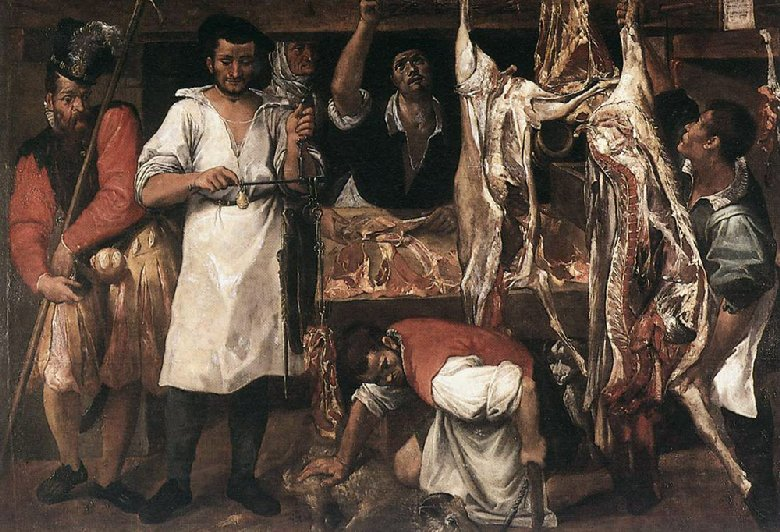
La Boucherie, Annibale Carracci

- La Boucherie, 1582-1583, huile sur toile, 185 × 266, Oxford, Galerie de photos Christ Church

Ludovico Carracci
- L'extase de saint François, huile sur panneau, 67 × 51, Parme, collection privée

Le Corrège

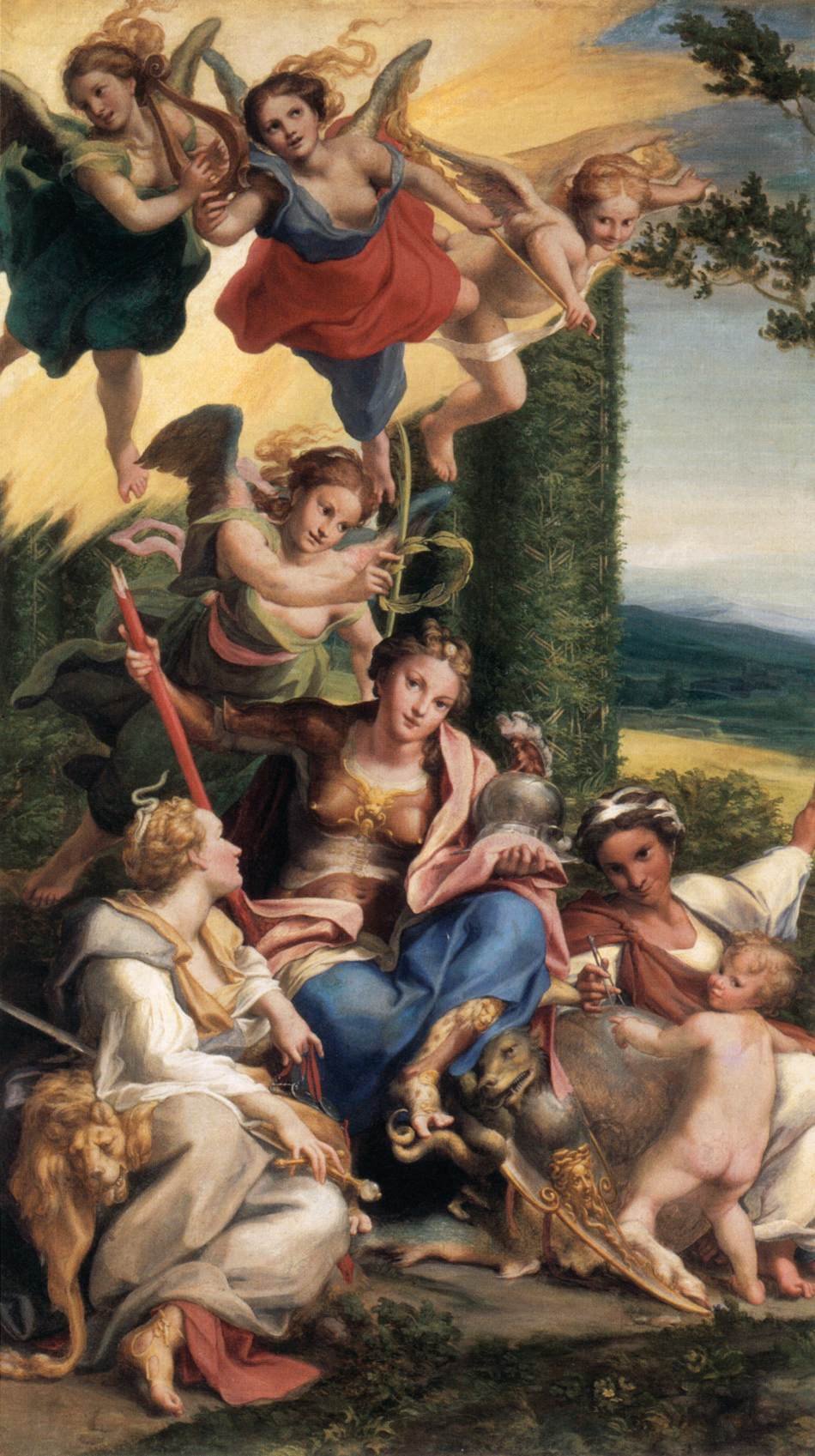
Le corrège, Allégorie de la vertu

- L'école de l'amour, (1527-1528) huile sur toile, 155,6 × 91,4, Londres, National Gallery
- Vénus et Cupidon avec un satyre, (1523-1525), huile sur toile, 190 × 124, Paris, musée du Louvre
- Allégorie du vice, 1532-1534, huile sur toile, 149 × 88, Paris, musée du Louvre
- Allégorie de la vertu, 1532-1534, huile sur toile, 149 × 88, Paris, musée du Louvre
- Sainte Famille avec saint Jérôme, huile sur panneau, 68,8 × 56, Royal Collection
- Danaé, (vers 1531), huile sur panneau, 161 × 193, Rome, Galerie Borghèse
- Léda et le cygne, (vers 1531), huile sur panneau, 152 × 191, Berlin, Musées d'État de Berlin
- Viol de Ganymède, (vers 1531), huile sur panneau, 163,5 × 70,5, Vienne, Musée d'Histoire de l'art de Vienne
- Jupiter et Io, (vers 1531), huile sur panneau, 163,5 × 74, Vienne, Musée d'Histoire de l'art de Vienne

Lorenzo Costa
- Règne de Comus, 1504, huile sur panneau, 160 × 192, Paris, musée du Louvre
- Isabella d'Este au royaume d'Harmonia ou Allégorie du couronnement d'Isabelle d'Este, 1505, huile sur panneau, 164,5 × 197,5, Paris, musée du Louvre
- Portrait d'une femme avec un chien, vers 1500, huile sur panneau, 45,5 × 35,1, Royal Collection
- Madonna and Child [3], vers 1500, peinture sur panneau, 71 × 55, Londres, collection privée

Lucas Cranach le Jeune
- Lucretia, huile sur panneau, 42 × 27,7, Sienne, Pinacothèque nationale

### D
Le Dominiquin
- Rinaldo et Armida, huile sur toile, 121 × 167, Paris, musée du Louvre
- Sant'Agnese, huile sur toile, 212,7 × 152,4, Royal Collection

Ludovico Dondi (d'après Andrea Mantegna)
- Jules César sur son char de triomphe, huile sur cuivre, 19,5 × 18,5, Munich, Alte Pinakothek
- Hommes portant le butin et les trophées de l'armure royale, huile sur cuivre, 18,5 × 10, Munich, Alte Pinakothek
- Hommes portant butin, trompettes et taureaux sacrificiels, huile sur cuivre, 19,5 × 16,5, Munich, Alte Pinakothek
- Prisonniers et porte-drapeaux, huile sur cuivre, 19,5 × 19, Munich, Alte Pinakothek
- Trophées, machines de guerre, inscriptions et représentations de villes vaincues, huile sur cuivre, 20 × 18, Munich, Alte Pinakothek

### F
Domenico Fetti

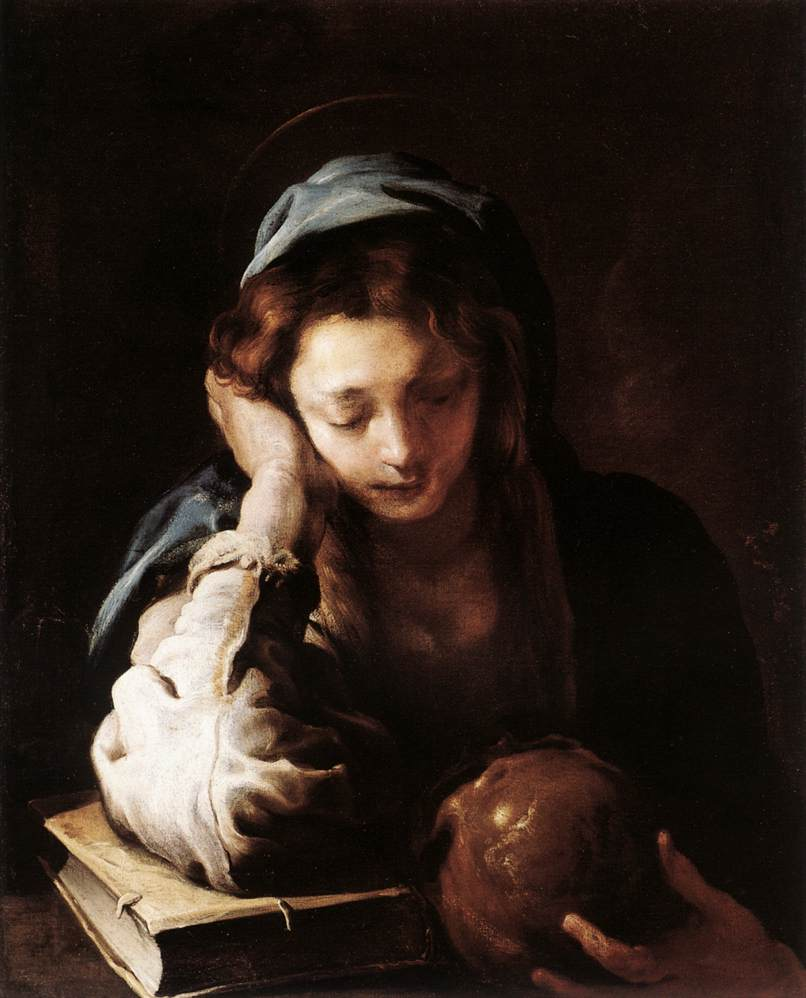
Domenico Fetti, Madeleine pénitente

- Christ dans le jardin, huile sur toile, 90,5 × 55,5, Prague, Galerie nationale
- Élie triomphant des prophètes de Baal, huile sur panneau, 61,2 × 70,5, Royal Collection
- Sauge à graines de sauge, huile sur panneau, 60,8 × 44,5, Prague, Castle Gallery
- Margherita Gonzaga recevant le modèle de l'église de S.Orsola, 1619-1623, huile sur toile, 245 × 276, Mantoue, Palais ducal de Mantoue
- Portrait d'un astronome, huile sur toile, 98 × 73,5, Dresde, Gemaldegalerie
- Portrait posthume de Federico II Gonzaga, I duc de Mantoue, huile sur toile, 99 × 88, Vienne, Kunsthistorisches Museum
- Vision de Saint-Pierre, huile sur panneau, 66 × 51, Vienne, Kunsthistorisches Museum
- La Madeleine pénitente, 1617-21, huile sur toile, 98 × 78,5, Rome, Galerie Doria-Pamphilj

Lavinia Fontana
- Portrait d'Antonietta Gonzalus, 1594-1595, huile sur panneau, 57 × 46, Blois, musée du Château
- La reine de sheba visitant le roi Salomon, Dublin, Galerie nationale d'Irlande

### G
Lorenzo Garbieri
- Circé, huile sur panneau, 66 × 52, Bologne, Pinacothèque nationale

Garofalo
- La Sainte Famille avec l'enfant Saint Jean-Baptiste et Sainte Elisabeth, huile sur panneau, 47,5 × 32, Londres, Institut Courtauld

Guercino
- Erminia parmi les bergers, huile sur toile, 149 × 178, Birmingham (Royaume-Uni), Birmingham Museum and Art Gallery

### L
Lorenzo Lotto

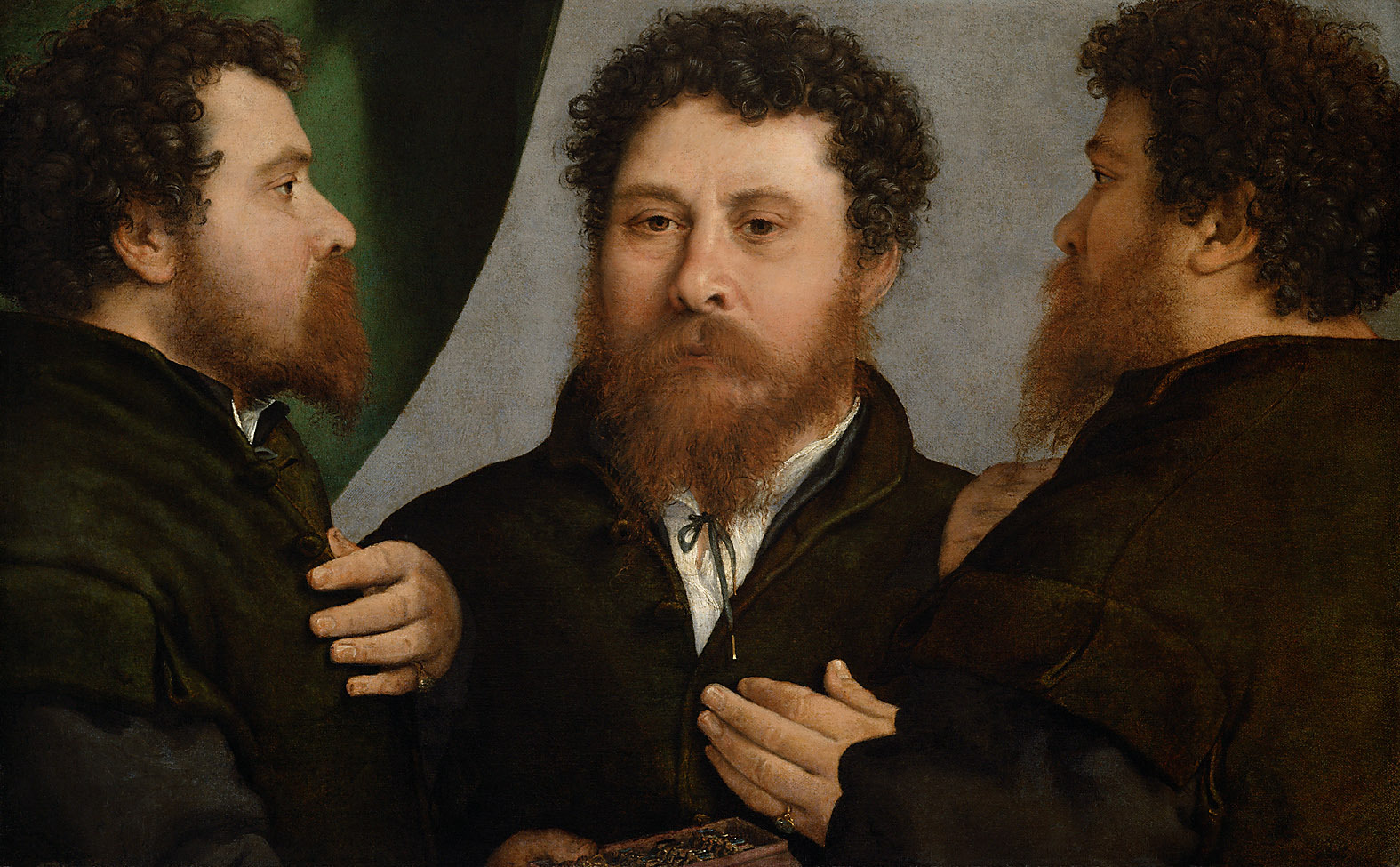
Triple portrait d'un orfèvre, Lorenzo Lotto

- Triple portrait d'un orfèvre, vers 1530, 52,1 × 79,1, Vienne, Kunsthistorisches Museum

### M
Andrea Mantegna

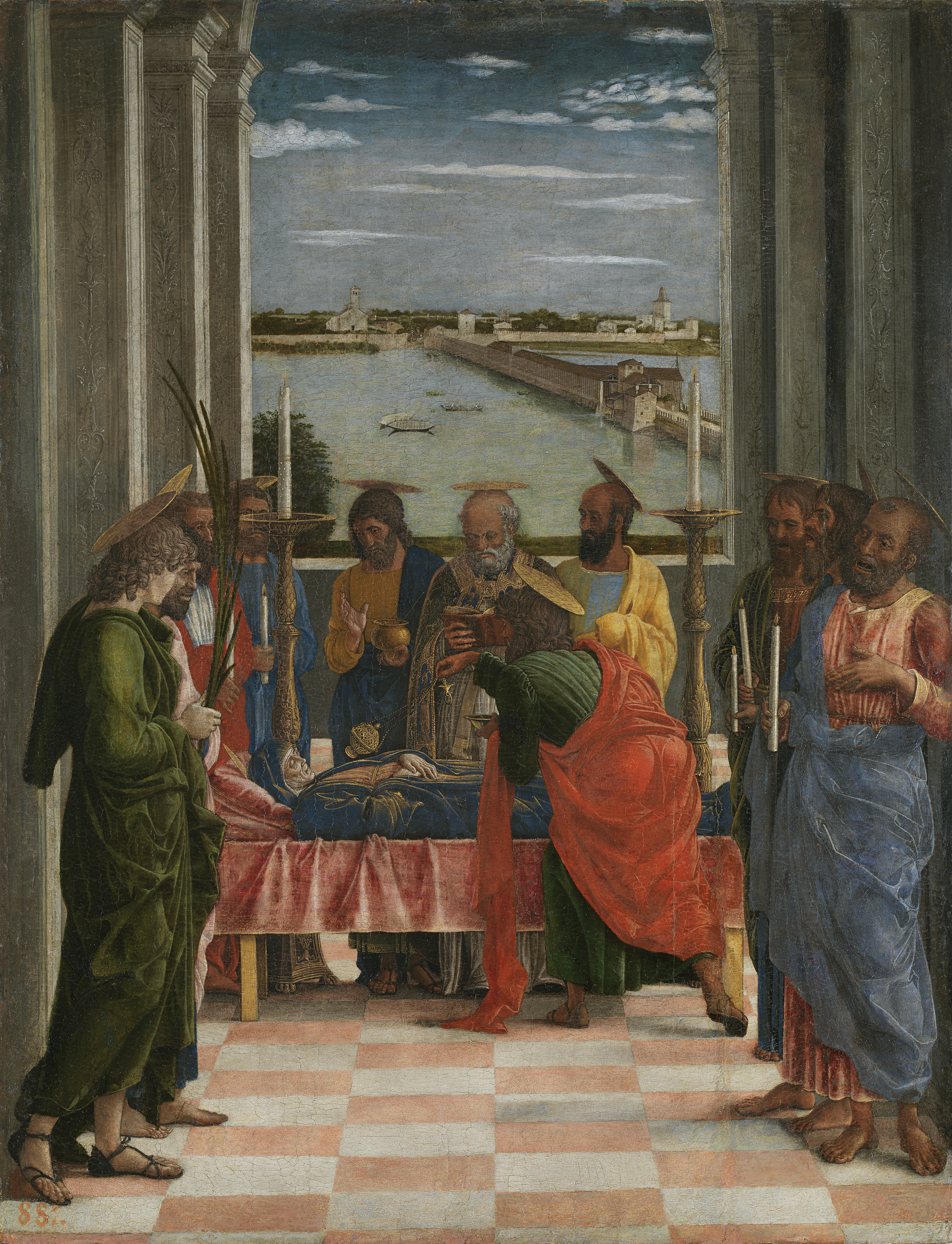
Andrea Mantegna, Mort de la Vierge

- Mort de la Vierge, vers 1462, tempera et or sur toile, 54 × 42, Madrid, Musée du Prado
- Christ portant l'âme de la Vierge, 1462, tempera sur panneau, 27,5 × 17,5, Ferrara, Pinacoteca Nazionale
- Portrait de Francesco Gonzaga, 1460-1462, tempera sur panneau, 25,5 × 18, Naples, Museo Nazionale di Capodimonte
- Triptyque Uffizi, vers 1464, Tempera sur panneau, 161,5 × 86, Florence, Galerie des Offices
- Le Christ mort, vers 1475-1478, tempera sur toile, 68 × 81, Milan, Pinacothèque de Brera
- Les Triomphes de César, 1486-1492, neuf toiles de 3 m sur 3 m, Royal Collection, (Hampton Court)
- Le Christ en tant que Rédempteur souffrant, 1488 - 1500, tempera sur panneau, 78 × 48, Copenhague, Statens Museum for Kunst
- Sibylle et Prophète, 1495-1500, tempera sur toile, 58,4 × 51,1, Cincinnati, Musée d'art de Cincinnati
- Sofonisba, 1495-1500, tempera à l'œuf sur panneau, 72,1 × 19,8, Londres, Galerie nationale
- Didon, 1495-1500, tempera de colle et or sur toile de lin, 65,3 × 31,4, Montréal, Musée des beaux-arts de Montréal
- Judith, 1495-1500, tempera de colle et or sur toile de lin, 65 × 31, Montréal, Musée des beaux-arts de Montréal
- Tuccia, 1495-1500, tempera à l'œuf sur panneau, 72,5 × 23, Londres, Galerie nationale
- Mars et Vénus, 1497, détrempe sur toile, 160 × 192, Paris, musée du Louvre
- Triomphe de la vertu ou Minerve chassant les vices du jardin de la vertu, 1499-1502, tempera sur toile, 160 × 192, Paris, musée du Louvre
- Madone de la Victoire, 1496, détrempe sur toile, 280 × 166, Paris, musée du Louvre

Michel-Ange
- Cupidon dormant, sculpture

Domenico Morone
- Bataille de Bonacolsi, vers 1462, huile sur toile, Mantoue, Palais ducal

### P
Pietro Perugino

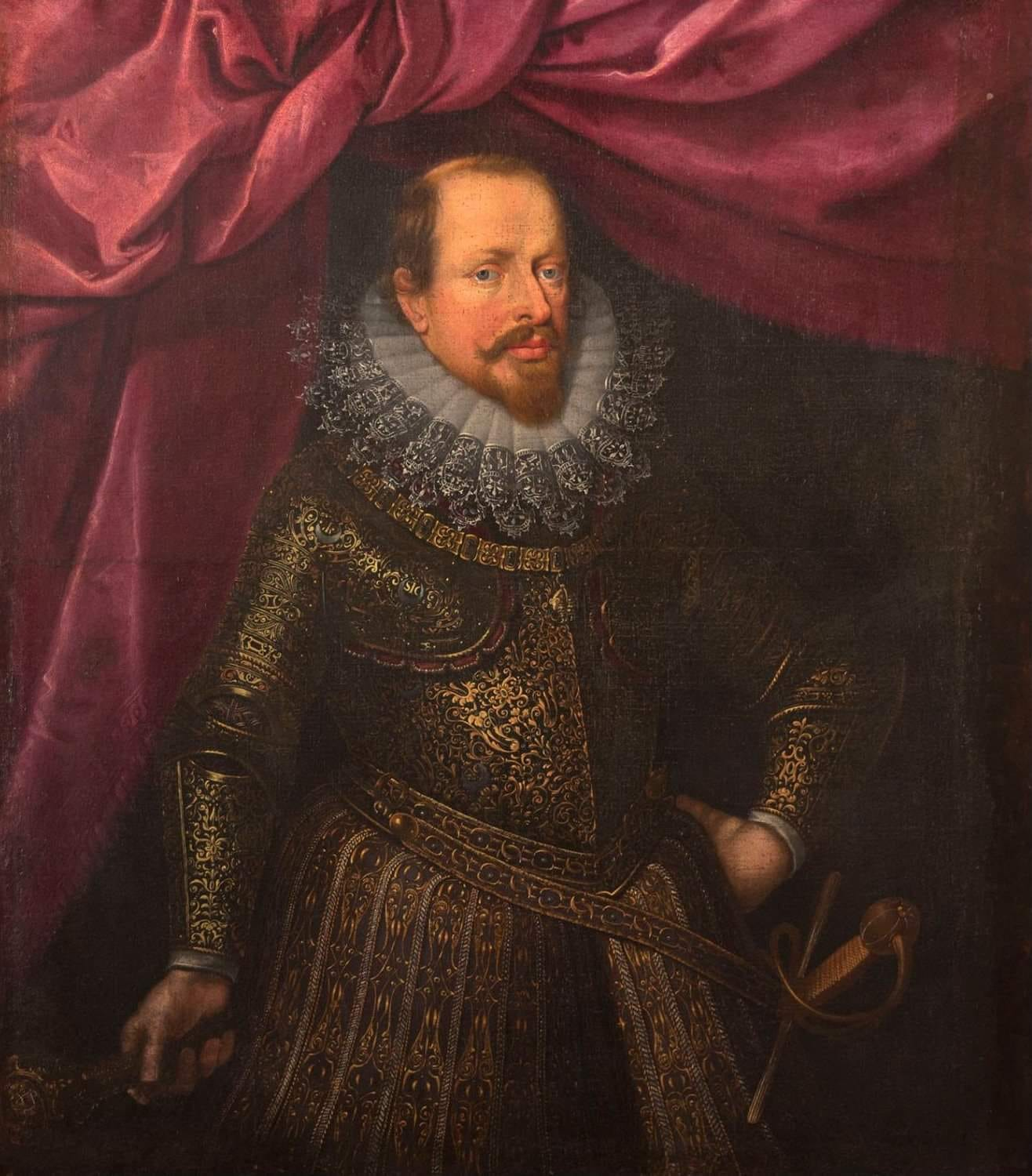
Frans Pourbus le Jeune, Portrait de Vincenzo I Gonzaga

- Combat d'amour et de chasteté ou bataille de chasteté contre la luxure, 1508, huile sur toile, 158 × 180, musée du Louvre

Frans Pourbus le Jeune
- Portrait de Vincenzo I Gonzaga, 1604-1605, huile sur toile, 202 × 112, Mantoue, collection privée
- Portrait de Vincenzo I Gonzaga, 1600, huile sur toile, 108 × 88, Vienne, Kunsthistorisches Museum
- Portrait de Marguerite de Savoie, duchesse de Mantoue, 1605, huile sur toile, 193 × 115  , Florence, Palais Pitti
- Portrait de Eleonora de Medici, Duchesse de Mantoue, 1603, huile sur toile, 84 × 67  , Florence, Palais Pitti
- Portrait de Vincenzo I Gonzaga, 1610 environ, huile sur toile, 114 × 108,5, Mantoue, Palazzo d'Arco
- Portrait de Marguerite de Savoie, 1608, huile sur toile, 206,5 × 116,3, Saint-Pétersbourg, Musée de l'Ermitage

### R
Guido Reni

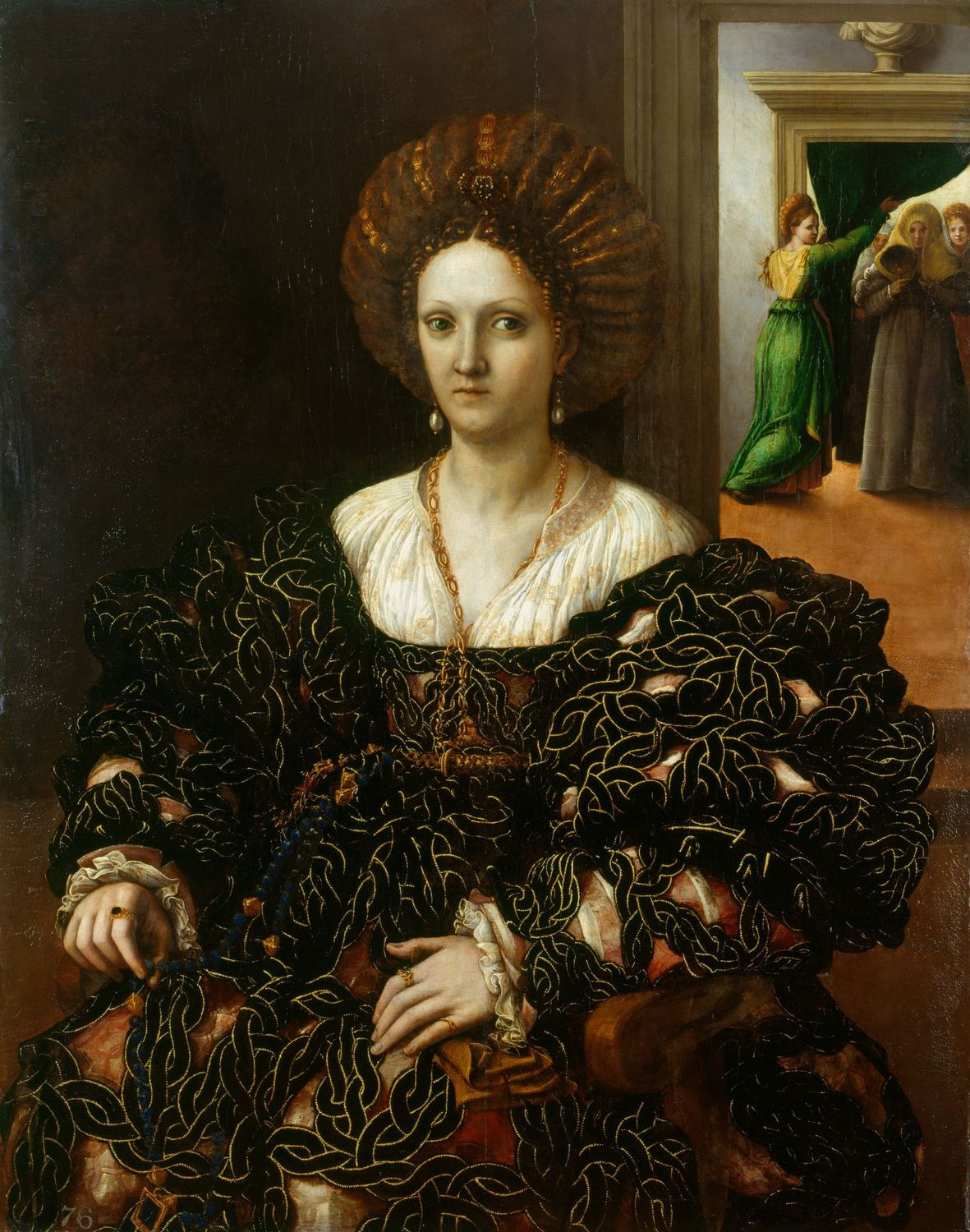
Giulio Romano, Portrait de Margherita Paleologa, Royal Collection, 1531

- Les travaux d'Hercule, 1617-1621, série de quatre toiles commandées par Ferdinand de Mantoue, Paris, musée du Louvre: 
  - Hercule en feu
  - Hercule et Archelaus
  - Hercule et l'hydre
  - Nessus violant Deianira

Guido Reni (d'après)
- La toilette de Vénus, Londres, National Gallery

Giulio Romano
- Vierge à l'Enfant avec Sainte Anne, huile sur panneau, 58 × 48, cadre en construction, Prague, galerie du château
- Jupiter, Neptune et Pluton, huile sur panneau, 110,5 × 133,4, Mantoue, collection privée
- Empereur à cheval, huile sur panneau, 83 × 54, Londres, Galeries Trafalgar
- La naissance de Bacchus, huile sur panneau, 126,5 × 80, Los Angeles, J. Paul Getty Museum
- La Perla (d'après des dessins de Raphaël ), vers 1518-1520, huile sur toile, 144 × 115, Madrid, musée du Prado
- Portrait de Margherita Paleologa, vers 1531, huile sur toile, 115,5 × 90,5  , Royal Collection

Atelier de Giulio Romano
- Fortune, 1520-46, huile sur toile, 96,2 × 49,8, Royal Collection[5]
- Jupiter et Junon prenant possession du trône du paradis, 1530, huile sur toile, 111 × 135,5, Royal Collection[6]
- Le Théâtre des Césars: Nero joue pendant que Rome brûle, 1536-159, huile sur toile, 121,5 x 106,7, Royal Collection[7]

Pieter Paul Rubens

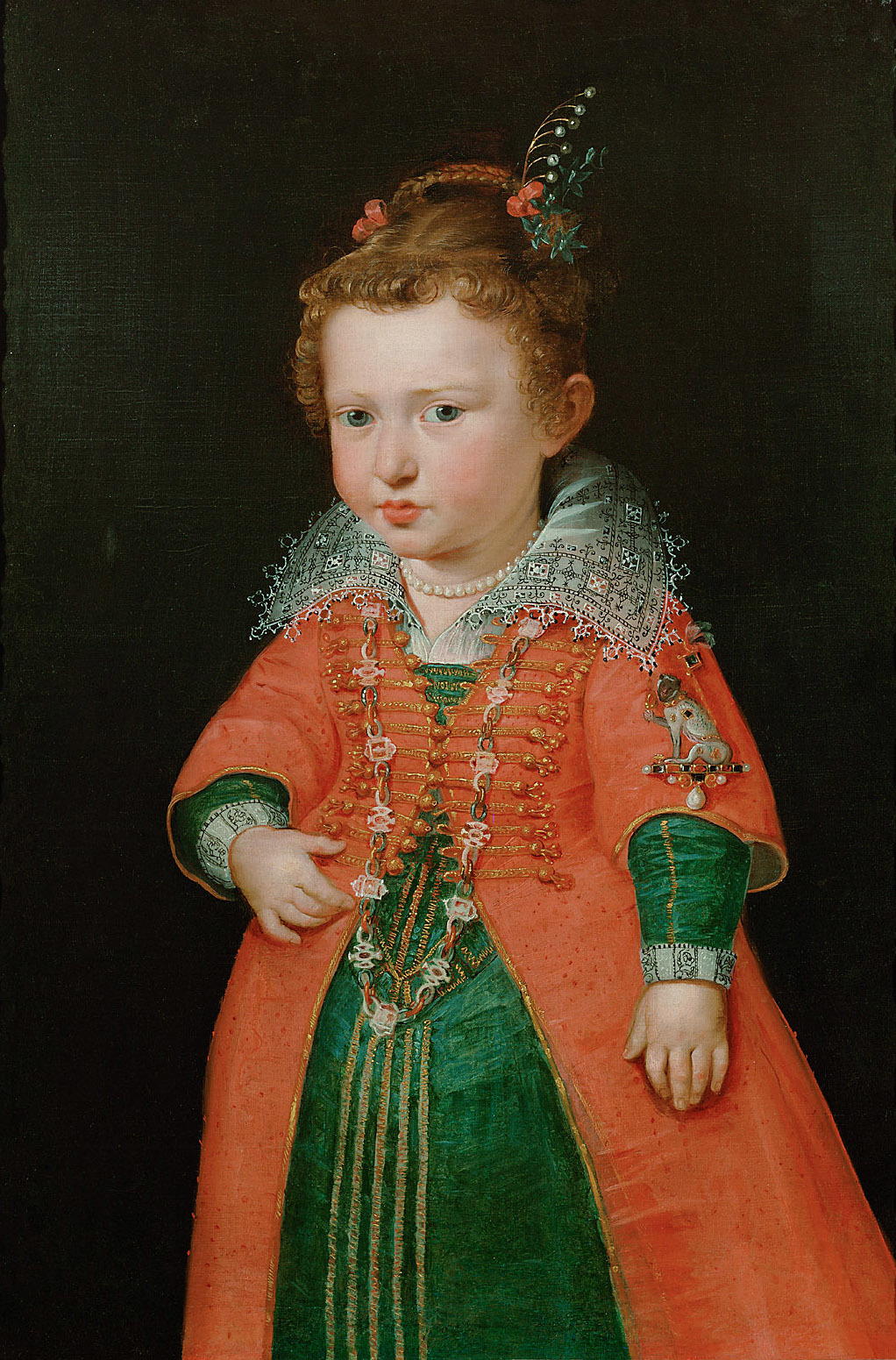
Portrait de Eleonora Gonzaga âgée de trois ans, Pieter Paul Rubens

- La famille Gonzague adorant la Sainte Trinité, 1604-1605, huile sur toile, 381 × 477, Mantoue, Palais ducal
- Autoportrait avec des amis à Mantoue, 1602-1604, huile sur toile, 78 × 101, Cologne, musée Wallraf Richartz
- Conseil des dieux, huile sur toile, 204 × 379, Prague, galerie du château
- Énée se prépare à conduire les survivants troyens en exil, 1602-1603, huile sur toile, 146 × 227, Fontainebleau, musée national du château (conservé au Louvre)
- Portrait d'Eleonora I, deux ans, 76 × 485, Innsbruck, le château d'Ambras
- Portrait d'Eleonora Gonzague âgée de trois ans, vers 1620, huile sur toile, 76 × 49,5, Vienne, Kunsthistorisches
- Portrait de Ferdinand Gonzague, huile sur toile, 112 × 87 × 12, Bowral, Australie, collection privée
- Portrait d'Isabelle d'Este, 101,80 × 81, Vienne, Kunsthistorisches Museum
- Portrait de Maria de Médicis, huile sur toile, 80 × 60, Londres, collection privée (M. Wakhevitch)
- Portrait de Vincenzo II, huile sur toile, 67 × 51,5, Vienne, Kunsthistorisches Museum

### T
Domenico Tintoretto

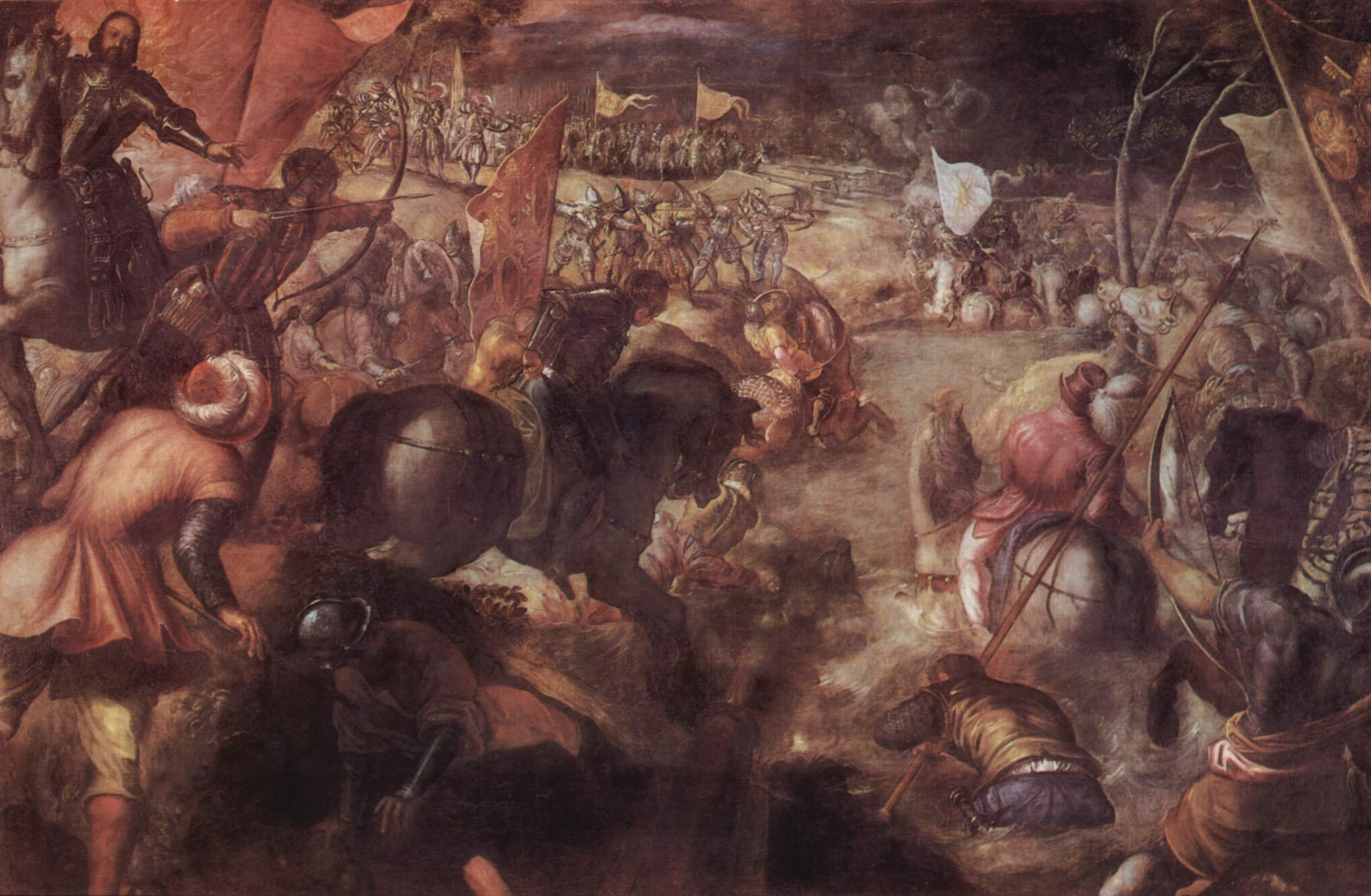
Francesco II Gonzaga à la bataille de Fornovo sur le Taro, Tintoretto (Jacopo Robusti), 1579

- Tancred baptising Clorinda, vers 1585, huile sur toile, 168 × 115, Houston, musée des beaux-arts
- Marie-Madeleine, Rome, Pinacothèque Capitolina

Jacopo Tintoretto
- Entrée du prince Philippe II à Mantoue, huile sur toile, 211,7 × 330, Munich, Alte Pinakothek
- Federico II Gonzague au siège de Parme, huile sur toile, 213 × 276, Munich, Alte Pinakothek
- Francesco II Gonzague à la bataille de Fornovo sur le Taro, huile sur toile, 269 × 421, Munich, Alte Pinakothek
- Couronnement de Gesefrancesco Gonzague, huile sur toile, 272 × 432, Munich, Alte Pinakothek
- Viol d'Hélène, huile sur toile, 186 × 307, Madrid, Musée du Prado
- Esther avant Assuérus, vers 1552-1555, huile sur toile, 59 × 203, Royal Collection
- Les muses de la musique, Royal Collection

Titien

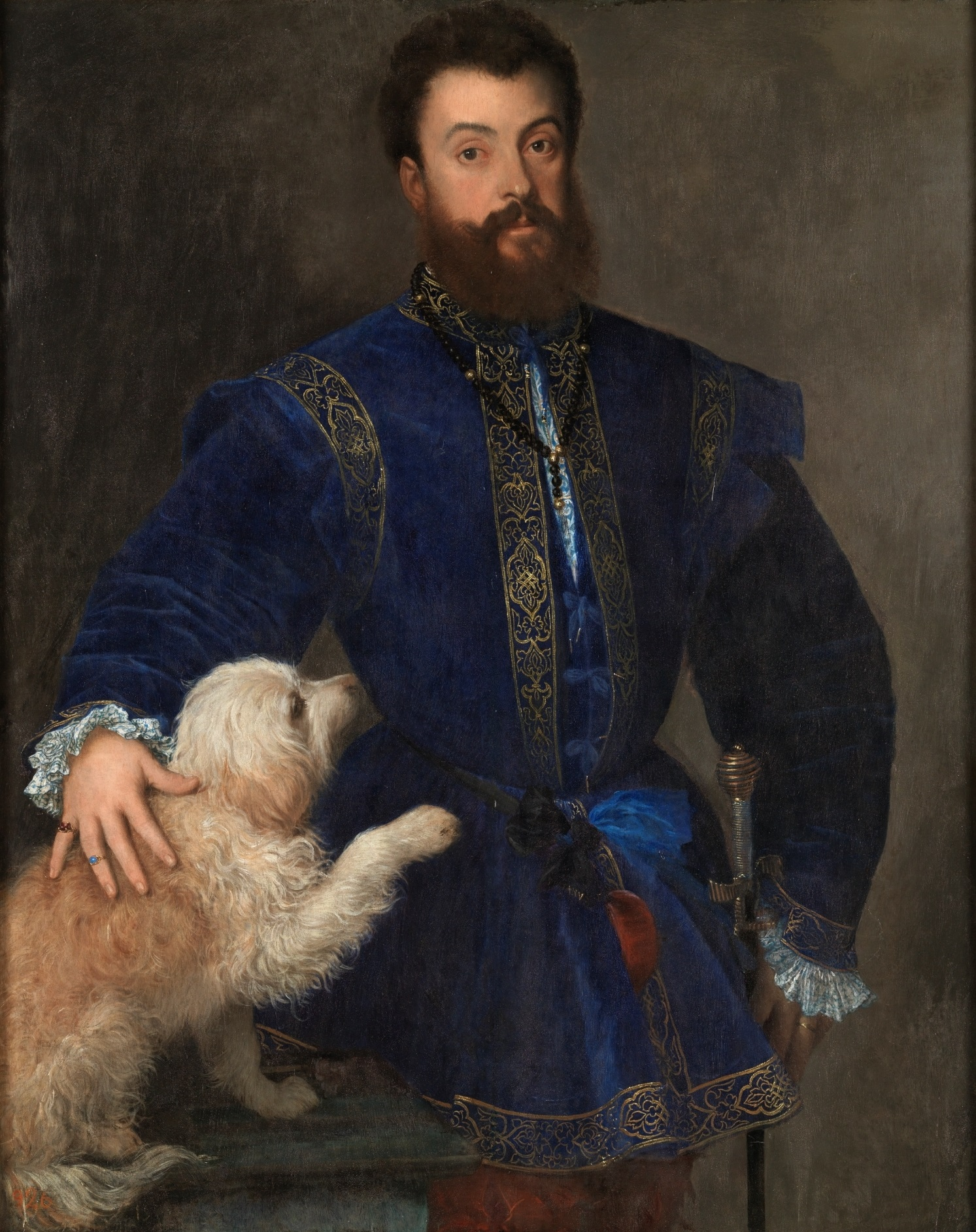
Titien, Portrait de Federico II Gonzaga

- Portrait de Suliman le Magnifique, 99 × 85, Innsbruck, château d'Ambras
- Femme au miroir, vers 1515, huile sur toile, 99 × 76, Paris, musée du Louvre
- Tarquin et Lucretia, vers 1515, huile sur panneau, 84 × 68, Vienne, Kunsthistoriches Museum
- Portrait d'Isabelle d'Este, 1536, huile sur toile, 102 × 64  , Vienne, Kunsthistoriches Museum
- Portrait de Federico II Gonzaga[8], vers 1529, huile sur toile, 125 × 99, Madrid, Musée du Prado
- Portrait de Giulio Romano[9], huile sur toile, 102 × 87, Mantova, Palais du Te
- Homme au gant, vers 1523, huile sur toile, 100 × 89, Paris, musée du Louvre
- Portrait d'homme, vers 1523, huile sur toile, 118 × 96, Paris, musée du Louvre
- La Madone du lapin, vers 1530, huile sur toile, 71 × 85, Paris, musée du Louvre
- Le souper à Emmaüs[10], 1540 environ, huile sur toile, 169 × 244, Paris, musée du Louvre
- Saint Jérôme pénitent[11], huile sur toile, 80 × 102, Paris, musée du Louvre
- Portrait de Francesco Gonzague, détrempe sur panneau, 25,5 × 18, Naples, Musée de Capodimonte.
- Onze Césars, ensemble de onze œuvres, perdues dans l'incendie de l'Alcazar près de Madrid

### V
Veronese
- Judith avec la tête d'Holopherne, huile sur toile, 111 × 110, Vienne, Kunsthistorisches Museum

Antonio Maria Viani
- Annonciation à la Vierge Marie, huile sur toile, 54,5 × 42,5, Sienne, Pinacothèque nationale